# Федишен Валентин Вікторович
Валент́ин В́ікторович Фед́ишен (2 лютого 1990, Новодністровськ, Чернівецька область) — український музикант, автор-виконавець. Лідер і засновник гурту FRANCO та сольного проєкту The Atypical Patient.

## Особисте життя
Улюблені гурти: Massive Attack, Radiohead, Portishead.
Вегетаріанець з 2014 року.

## Дискографія
FRANCO
- 2014 :: Танго (сингл)
- 2015 :: E.P. 2015 (міні-альбом)
- 2015 :: Регіна (сингл)
- 2016 :: Спирт (сингл)
- 2016 :: Птахи (сингл)
- 2016 :: Голова чи серце (сингл)
- 2017 :: Тунелі
- 2017 :: Тунелі (Remix)
- 2017 :: Ти в мені (сингл)
- 2018 :: Тремор (сингл)
- 2018 :: Тремор
- 2021 :: Маша (сингл)
- 2021 :: Live 2020 (міні-альбом)
- 2022 :: Додому (міні-альбом)

The Atypical Patient
- 2017 :: Mr. Jude (сингл)
- 2018 :: Rainy (сингл)